# 三液推進系
三液推進系は3種類の推進剤を使用する液体燃料ロケットエンジンである。二液推進系や一液推進系が一般的だが近年、単段軌道投入を実現する有力候補に挙がっているが、現時点においては概念を実証する試験段階である。
三液推進系には二系統の異なる原理に基づく潮流がある。一つは3種類の分離された推進剤を同時に混合する事によって推力を得るロケットエンジンである。例としてリチウム、水素とフッ素を同時に燃焼する事によって比推力546秒が得られる。これは現時点において化学推進として到達し得る最大値である。もう一方の三液推進系は酸化剤が一種類で燃料が二種類で飛行中に切り替える形式である。この方法はケロシンのような高推力で密度の高い燃料を初期の段階で使用し、液体水素のように軽量の高比推力燃料を後の段階で使用するものである。その結果単一のエンジンでありながら多段式ロケットのいくつかの利点を享受出来る。
液体水素は最も高比推力を得られるロケット燃料だが同時に密度が低く、極低温で搭載する為には大型の構造体を必要とする。これらの構造体の重量は大きい為に燃料自体の重量はある程度軽量だが相殺しておりその結果大気圏内において空気抵抗が大きい。
一方、ケロシンは低比推力だが高密度なので構造体を小型、軽量化できるので空気抵抗を減らせる。さらにケロシンを基にしたエンジンは離床時に重要な高推力を生み出すので重力抵抗が減る。それぞれの推進剤に他の種類の推進剤よりも適した高度域がある。
従来のロケットの設計では段によって適した推進剤が使用されていた。一例としてサターンVでは1段目には比推力は小さいが高推力を生み出すRP-1(ケロシン)を燃料として使用しており、上段は高比推力の得られる液体水素を使用していた。いくつかの初期のスペースシャトルの設計でも類似の設計を採用を試みた努力が見られ、1段目はケロシンで大気圏上層部では液体水素を使用する事で現行機よりも軽量化を目論んだ。既存のシャトルの設計ではやや似ているが下段に高推力で低比推力の固体燃料ロケットを使用している。
シャトルの運行費用の大部分は着陸後の整備費用である。使用される燃料費の規模は相対的に安いので、もし単段で軌道に投入できる設計であれば整備費用は大幅に削減できる可能性があるが、この場合、多段式ならではの高度に応じて両方の燃料を使い分ける事によってもたらされる利点を享受する事はできない。
SSTOロケットは単純に二種類のエンジンを搭載する事も可能だが、その場合、宇宙船は飛行の大半で一基かそれ以上の"作動していないエンジン"を運搬する事になる。エンジンが充分に軽量であるなら実現可能だろうがSSTOの設計においては極限まで軽量化が求められる。SSTOの設計には推進剤の占める割合が高くその他の重量を極限まで減らさなければならない。
三液推進系のエンジンであれば基本的には2種類のエンジンを一つにしたものでエンジンコアとノズルと燃焼室と酸化剤ポンプは共通だが燃料ポンプと供給配管は2系統である。エンジンは二液推進系の場合よりもやや重く、複雑化するが複雑化は全体的に見れば2種類のエンジンを使用する場合の50%を少し下回る。もちろんより複雑化する複数の要因もある。
離床時エンジンは通常、両方の燃料を燃焼し、高度が上昇するにつれ徐々に混合比を変えていく。(類似の構想に通常のベル型ノズルではなくプラグノズルを使用する概念もある。)液体水素の供給する割合が徐々に増えケロシンの燃焼を停止した時点でエンジンは余分な燃料ポンプを載せた液体水素/液体酸素エンジンになる。
この概念はこの概念の最初の調査をAstronautics & Aeronautics誌の1971年8月号のスペースシャトルの為の混合モード推進(Mixed-Mode Propulsion for the Space Shuttle)で発表したアメリカのRobert Salkeldによって初めて探求された。彼は地上発射と大型ジェット航空機からの発射の両方のこのようなエンジンを使用する複数の設計を調査した。
彼は三液推進系のエンジンは100%以上の質量分率の利得を獲得し、推進剤の体積を65%、乾燥重量を20%以上減らす事が見込まれるという結論を出した。
二度目の一連の設計においてスペースシャトルの固体燃料補助ロケットを三液推進系の補助ロケットへの換装に関して調査した。この場合、エンジンの総重量がほぼ半減出来る事が見込まれた。彼の最後の完全な調査は三液推進系とプラグノズル(いくつかの派生型)の両方を使用したSR-71よりもわずかに大きい宇宙船で従来の滑走路から運用できる軌道周回ロケット飛行機だった。
三液推進系のエンジンはロシアでのみ実際に製造された。コズベルグとグルシコは1980年代初頭にMAKSと呼ばれるSSTO宇宙往還機用に複数の試験エンジンを開発したがエンジンとMAKSの両方とも後に資金難によって中止された。グルシコのRD-701は製造され試験されたがいくつかの問題を抱えており、エネゴマシュは完全に問題が解決されれば打ち上げ費用を約1/10に削減できる手段の一つになる可能性があると推定した。